# Dasypoda pyrotrichia
Dasypoda pyrotrichia é uma espécie de insetos himenópteros, mais especificamente de abelhas, pertencente à família Apidae.
A autoridade científica da espécie é Foerster, tendo sido descrita no ano de 1855.
Trata-se de uma espécie presente no território português.